# 圣毛罗福尔泰
圣毛罗福尔泰（義大利語：San Mauro Forte），是意大利马泰拉省的一个市镇。总面积86.89平方公里，人口1757人，人口密度20.2人/平方公里（2009年）。ISTAT代码为077026。